# Palácio do Buriti

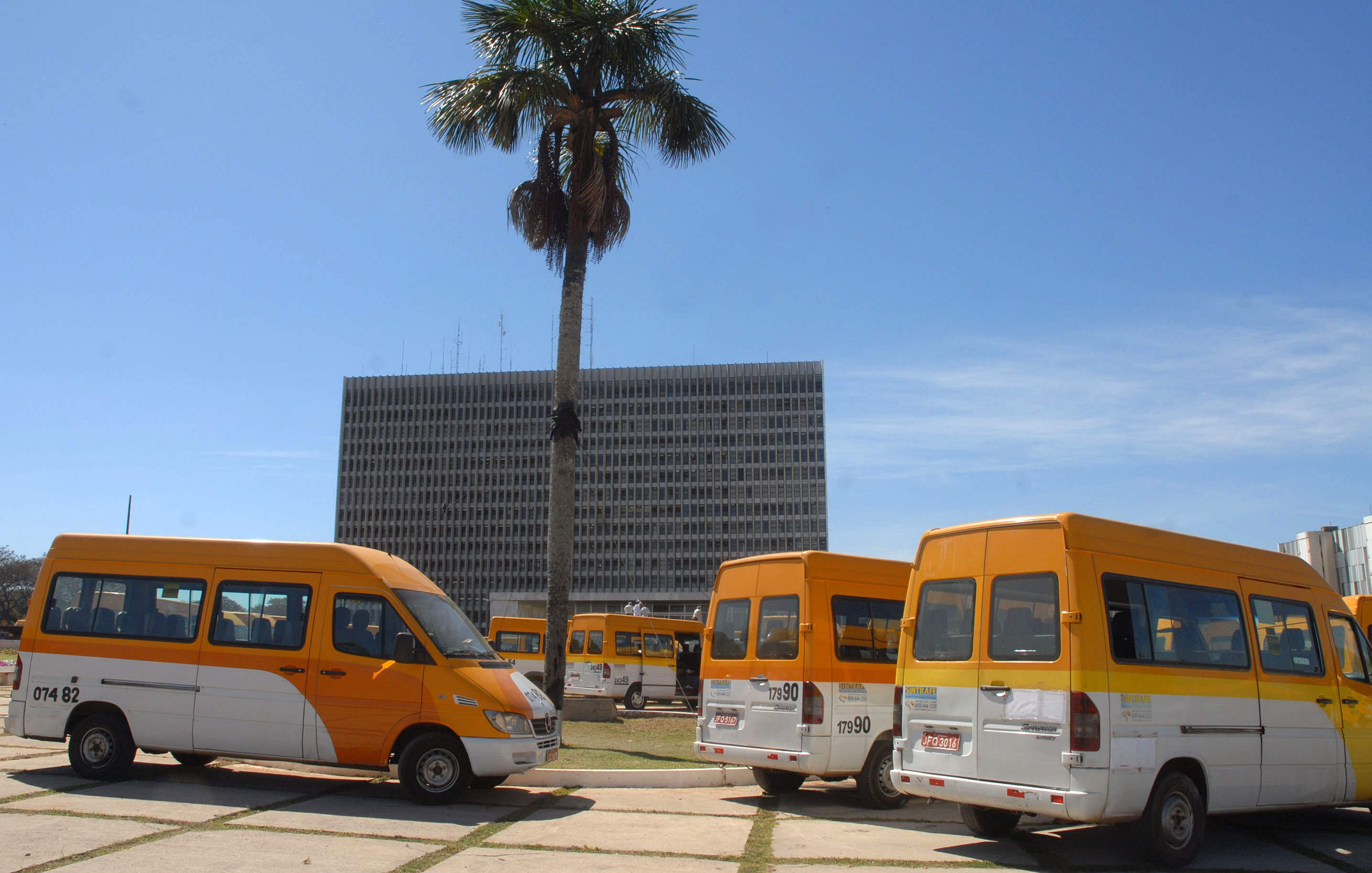
A palota és az előtte álló buritipálma

Palácio do Buriti (magyarul: Buriti-palota) egy brazíliavárosi középület, a szövetségi kerület kormányának székhelye, mely a főváros közigazgatási kerületében található.

## Története
Az 1969. augusztus 25-én átadott épület terveit Mauro Jorge Esteves építész készítette. Nevét a város szimbólumának számító buritipálmáról kapta, és a növény egy példánya az épület előtti téren is látható, melyet a közeli Anápolist és a fővárost összekötő út mentéről ültettek át a szökőkutakkal díszített térre.
2008. április 7-én a Palácio do Planalto-ból átmenetileg ebbe az épületbe helyezték át a szövetségi kormány székhelyét és irodáit. A költözést lehetővé tette az is, hogy José Roberto Arruda kormányzó áttette székhelyét Taguatinga városába.

## Látnivalók

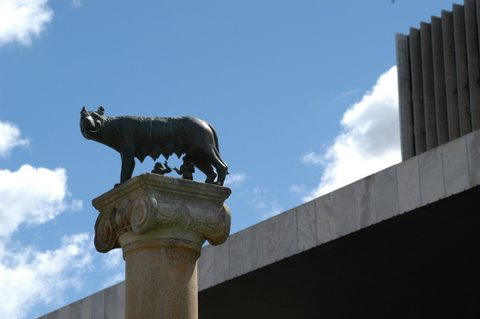
A Capitoliumi farkas szobra

Az épület előtt áll a Capitoliumi farkas szobra, melyet Róma városa ajándékozott a brazil főváros alapításának emléknapjára (április 21.). Ênio Liamini Forma Espacial do Plano című alkotását Argentína adományozta. Az épület nyilvánosan látogatható részében egy Che Guevara-mellszobor és Ruben Zevallos Álmok, Valóság és Remény (portugálul: Sonhos, Realidade e Esperança) című falfestménye látható. Az utóbbi alkotás a város történetét meséli el a város védőszentjének, Bosco Szent Jánosnak a próféciájától egészen az építésig.